# Castelfranco Veneto
Castelfranco Veneto là một đô thị (comune) thuộc tỉnh Treviso, vùng Veneto, Ý. Đô thị này có cự ly 25 km theo đường ray so với Treviso và 40 km so với Venice. 
Đô thị này có diện tích km2, dân số là 33.407 người (thời điểm 31 tháng 8 năm 2008).